# Bataille de Sacriport
Seconde guerre civile entre Marius et Sylla
La bataille de Sacriport, ou bataille de Sacriportus est une bataille de la Seconde guerre civile de la République romaine qui se déroule en avril 82 av. J.-C. Elle oppose le parti des optimates, sous le commandement de Lucius Cornelius Sylla Felix, à l'armée des populares, commandés par le consul Marius le Jeune, fils de Caius Marius. Il s'agit d'une des victoires décisives permettant à Sylla de contrôler le Latium et Rome avant de déloger ses derniers opposants en Etrurie.

## Contexte
Au terme de son consulat de 88 av. J.-C., Sylla obtient le commandement de la guerre contre Mithridate VI Eupator, roi du Pont, qui menace sérieusement les positions romaines en Asie mineure et qui a soulevé une partie de la région contre les cités romaines implantées. Cependant, Marius lui conteste ce commandement, faisant intervenir les tribuns de la plèbe pour le lui retirer. S'ensuit alors la première guerre civile au cours de laquelle ce dernier est contraint de fuir Rome, prise pour la première fois par une armée romaine. Au cours des années 87 - 83 av. J.-C., les populares entendent s'imposer contre le parti aristocratique et faire payer aux syllaniens les mesures de rétorsions prises avant son départ. Ils tiennent la capitale, instaurent un régime de terreur et de proscriptions en réponse à celles proclamées par Sylla en 87 av. J.-C. ; sous la férule de Cinna, qui se faire élire chaque année consul, Marius est rappelé à Rome, son exil levé. Il meurt cependant en 86 av. J.-C. et son fils prend sa suite sur la scène politique, auréolé de son nom.
Dans le même temps, après avoir signé la paix de Dardanos en 85 av. J.-C., Sylla organise son retour en Italie, à la tête d'une immense armée de vétérans, pour affronter ses opposants. il traverse la mer Adriatique avec une flotte de 1600 navires, depuis Dyrrhachium. Après s'être assuré de la fidélité de la cité côtière par nombre d'émissaires, il débarque en Italie à Brindes, sans aucune résistance, en 83 av. J.-C.

## Préparatifs

### Premiers mouvements en Italie méridionale
Sylla sépare son armée en deux : Quintus Caecilius Metellus Pius et Pompée sont envoyés au nord, pour déloger les marianistes qui tiennent la Gaule cisalpine. Sylla, quant à lui, remonte la côte tyrrhénienne depuis la Campanie vers Rome. Il est difficile de connaître exactement les conditions dans lesquelles Sylla réussit à faire route, et la résistance rencontrée. On sait cependant qu'il rencontre une forte armée marianiste au Mont Tifate, près de Capoue. Les deux camps passent ensuite l'hiver dans leurs cantonnements militaires respectifs et attendent les beaux jours du printemps pour reprendre leurs manœuvres, dont le but est simple : Sylla cherche à prendre Rome, Carbon et Marius cherchent à l'en empêcher.

### La remontée vers Rome
Au printemps, Sylla remonte au nord et assiège Setia, l'actuelle Sezze, aux bords des marais pontins, à quelques dizaines de kilomètres au sud de Rome. Marius le Jeune fait donc marche pour essayer de briser le siège avant que la ville ne tombe. Il échoue et se replie vers le nord, à Signia, l'actuelle Segni, avec 87 cohortes, soit environ 43 000 hommes.

## L'affrontement
D'après Appien et Plutarque, au cours d'une nuit d'avril 82 av. J.-C., Sylla reçoit en songe un présage : il fait un rêve dans lequel Marius dit à son fils, Marius le Jeune, qu'il ne devrait surtout pas livrer bataille avec Sylla au jour qui venait. Encouragé par cette prémonition, Sylla décide que la bataille doit être menée le lendemain et envoie un message pour que les troupes de Gnaeus Cornelius Dolabella (qui fut élu consul en 81 av. J.-C., pendant la dictature de Sylla), dont le camp de situe près de là, se mettent en route. L'armée de Sylla était cependant épuisée par une longue marche forcée sous une pluie torrentielle et à l'initiative des tribuns militaires qui souhaitaient repousser la bataille, dut cependant faire halte pour établir le campement, contre l'intuition de Sylla. Les routes étant bloquées par Marius, le message ne parvient pas auprès de Dolabella.
Enhardi par la situation d'apathie à laquelle il croit faire face, Marius le Jeune déploie ses troupes et décide de mener bataille, pensant pouvoir écraser les deux armées optimates d'un seul coup. Les vétérans de Sylla, expérimentés et aguerris, pris en plein pendant le creusement de tranchées, réagissent cependant instantanément, fixent la charge de Marius le Jeune sur place grâce à une utilisation astucieuse des pila des légionnaires, plantés dans le sol boueux pour former une barrière ralentissant l'ennemi, se battant à l'épée, au contact. La contre-attaque syllanienne surprend la troupe de Marius qui commença à reculer, progressivement prise et enveloppée sur son flanc gauche. La suite de la bataille est confuse : cinq cohortes marianistes de piétons et deux escadrons de cavaliers font défection et rejoignent l'armée de Sylla, causant un effondrement immédiat de l'armée populares, qui se met en déroute. Marius perd selon Plutarque près de 28 000 hommes (tués, pris, ayant changé de camp ou s'étant enfui), tandis que Sylla affirme n'avoir perdu que 23 hommes. Une partie des prisonniers, formée de combattants samnites fidèles à Marius, est exécutée.

## Conséquences
Les troupes survivantes, avec Marius le Jeune à leur tête, se réfugient à Préneste, poursuivis entre-temps par les forces de Sylla qui massacrent les traînards jusqu'aux pieds des murailles de la cité. Sylla rejoint son armée peu après et met le siège devant la ville, qu'il confie à Quintus Lucretius Ofella. Préneste tombe finalement le 4 novembre 82 av. J.-C. après une résistance aussi longue que surprenante, l'Italie ayant totalement succombé entre-temps à Sylla. L'enfermement de Marius le Jeune, figure d'opposition majeure et leader des marianistes, fut une aubaine pour Sylla, qui tenait ainsi en place un de ses adversaires les plus farouches et qui pouvait rallier à sa cause nombre de partisans à travers l'Italie, l'Espagne, et l'Afrique du Nord.

### Sources antiques
- Appien, Les Guerres Civiles.
- Plutarque, Sylla in Vies parallèles des hommes illustres.

### Ouvrages modernes
- (it) Emilio Gabba, Appien, Guerre Civile, livre premier, Florence, La Nouva Italia, 1958, 1958
- Arthur Keaveney, Sulla : The Last Republican, Londres, Routledge, 2005, 1982, 2ème édition éd., 256 p. (ISBN 0-203-02251-3)
- (de) Michael Lovano, The Age of Cinna : Crucible of Late Republican Rome, Stuttgart, Franz Steiner Veralg, 2002, 188 p. (ISBN 3-515-07948-3, lire en ligne)
- Angelo Luttazzi, Sacriporto. Luogo della battaglia combattuta tra Silla ed il figlio di Mario nell’82 a.C., “Studi e Rcerche sull’Ager Signinus”, 3, Colleferro 2004.
- Lynda Telford (2014). Sulla: A Dictator Reconsidered. Pen & Sword Military.
- Philip Matyszak (2014). Cataclysm 90 BC. Pen & Sword Military.
- Gareth C. Sampson, The Collapse of Rome: Marius, Sulla and the First Civil War, Pen and Sword, 2013